# 마흐무드 압바스

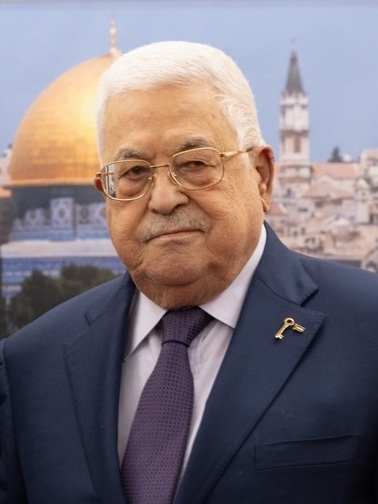
마흐무드 압바스(2023년)

마흐무드 압바스(1935년 11월 15일 ~ , 아랍어: مَحْمُود عَبَّاس, 문화어: 마흐무드 아빠스)는 팔레스타인의 정치인으로 소속 정당은 파타이다. 2005년 1월 15일부터 현재까지 팔레스타인국의 제2대 대통령으로 취임해 재임 중에 있다.